# مسرح سان كارلو

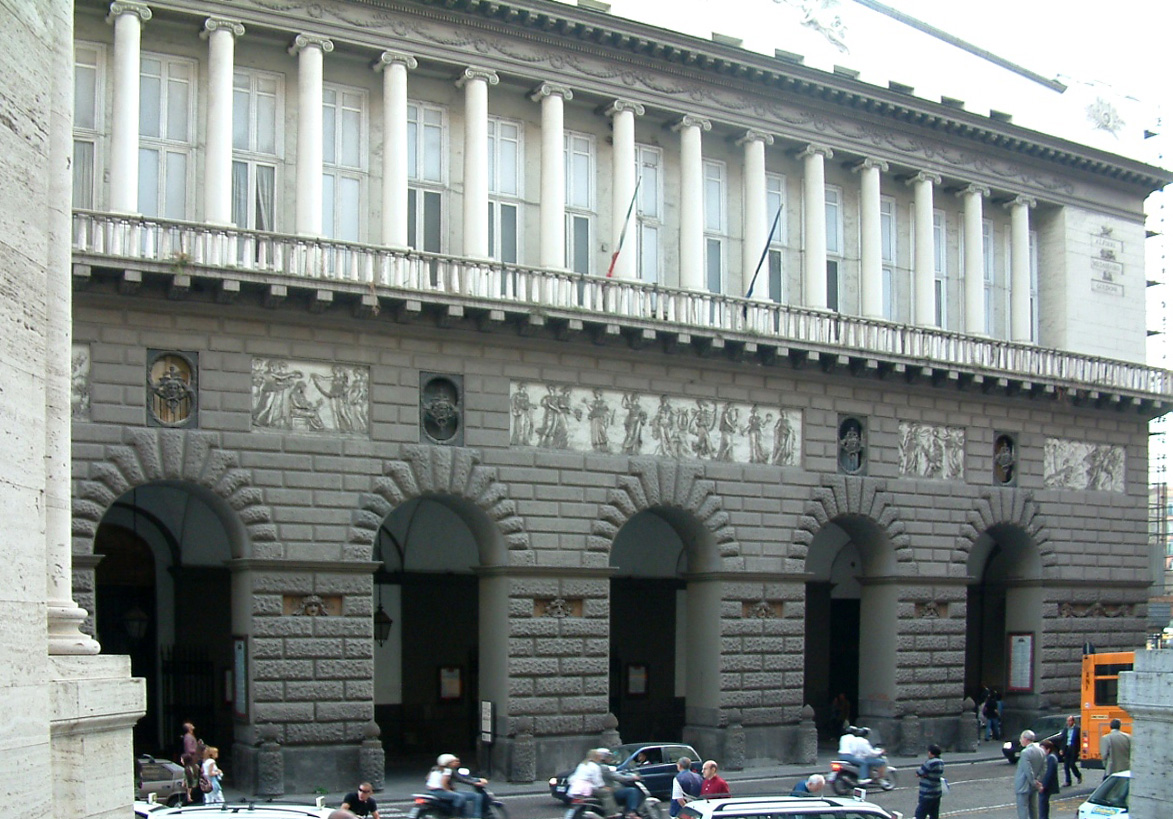
تياترو سان كارلو (أغسطس 2004).

مسرح سان كارلو أو تياترو سان كارلو (بالإيطالية: Teatro San Carlo)‏ هو دار للأوبرا في مدينة نابولي، إيطاليا وهو أقدم مسرح ظل مستخدما في أوروبا حتى يومنا.
أسسه البوربوني كارلو السابع من نابولي. تم افتتاح المسرح في 4 نوفمبر 1737 بعرض موسيقي Achille in Sciro من ألحان موسيقار الأوبرا دومينكو سارو (1679-1744) وتأليف الشاعر الإيطالي بيترو ميتاستازيو. وقتها كانت دار الأوبرا الأكبر في العالم بسعة 3.300 مقعد.
قام بتصميم الدار المعماريان جيوفاني أنطونيو ميدرانو وأنجيللو كاراسالي حيث أراد كارلو من نابولي أن يهب المدينة مسرحًا جديدًا عوضا عن «تياترو سان بارتولوميو» المتهالك الذي تأسس في 1621.

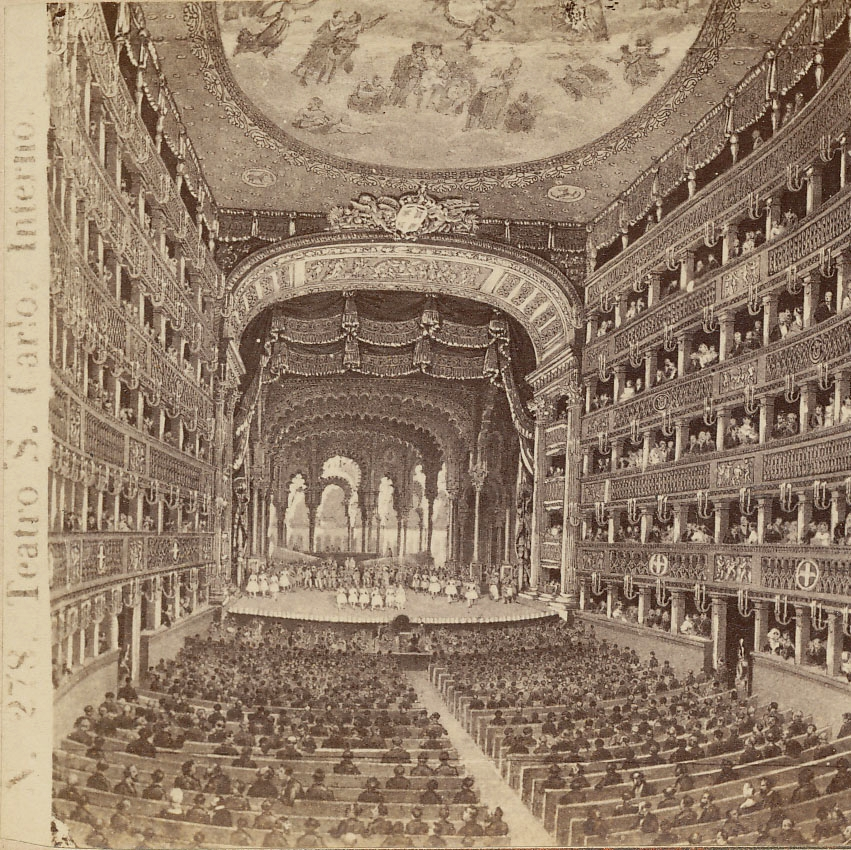
"دار أوبرا سان كارلو في نابولي" (صورة للمصور جورجيو سومر (1834-1914)).

تم مدح المسرح الجديد وتلقى كثيرًا من الإعجاب بسبب هندسته المعمارية وزخارفه الذهبية ومفروشاته باللونين الأزرق والذهبي والتي كانت الألوان الرسمية لأسرة بوربون. وتكون من مقصورة (بلكون) ملكية فخمة و184 مقصورة فاخرة أخرى.
في 12 فبراير 1816 دمر المسرح اثر حريق، وبتصميم هندسي جديد من عمل المعماري أنتونيو نيكوليني، حيث تم بناؤه بأوامر من الملك فرديناند الرابع وهو أحد أفراد آل بوروبون وابن كارلو الثالث.
في 1 فبراير 2010 تم إعادة افتتاح المسرح المكون من ستة طوابق بعد إغلاق استمر عامين لإجراء إصلاحات وترميمات في المبنى العتيق، وذلك تحت اشراف المهندسة المعمارية اليزابيتا فابري.

## وصلات خارجية
- الموقع الرسمي لتياترو سان كارلو